# Ирак на Светском првенству у атлетици у дворани 2018.
Ирак је учествовао на 17. Светском првенству у атлетици у дворани 2018. одржаном у Бирмингему од 1. до 4. марта трећи пут. Репрезентацију Ирака представљао је један атлетичар, који се такмичио у трци на 60 метара препоне.,
На овом првенству такмичар Ирака није освојио ниједну медаљу нити остварио неки резултат јер није ни стартовао.

## Учесници
Мушкарци:
- Мохамед Сад Ал-Кфаји — 60 м препоне

## Резултати

### Мушкарци
| Атлетичар            | Дисциплина   | Лични рекорд | Квалификација  | Квалификација  | Полуфинале           | Полуфинале           | Финале               | Финале               | Детаљи |
| Атлетичар            | Дисциплина   | Лични рекорд | Резултат       | Место          | Резултат             | Место                | Резултат             | Место                | Детаљи |
| -------------------- | ------------ | ------------ | -------------- | -------------- | -------------------- | -------------------- | -------------------- | -------------------- | ------ |
| Мохамед Сад Ал-Кфаји | 60 м препоне |              | Није стартовао | Није стартовао | Није се квалификовао | Није се квалификовао | Није се квалификовао | Није се квалификовао |        |